# 그 여자의 바다
《그 여자의 바다》는 2017년 2월 27일부터 2017년 8월 11일까지 방영된 KBS 2TV TV소설이다.

## 기획 의도
6, 70년대를 배경으로 시대의 비극이 빚어낸 아픈 가족사를 딛고 피보다 진한 정을 나누는 세 모녀의 가슴 시린 성장기를 담은 드라마

## 등장인물

### 주요 인물
- 오승아 : 윤수인 역[1] (아역 : 유은미)
- 김주영 : 최정욱 역[2]
- 조혜진 : 정세영 역[3] (아역 : 조수지)
- 최성재[4] : 김선우 역[5] (아역 : 유주원)

### 수인이네 셋방 식구들
- 이대연 : 윤동철 역
- 박현숙 : 박순옥 역
- 이현경 : 이영선 역
- 한은서 : 윤정인 역 (아역 : 한서진)
- 김도연 : 윤달자 역
- 홍진기 : 윤민재 / 강승준 역 (아역 : 김태율)
- 최우석 : 강태수 역
- 조선형 : 고대봉 역
- 채민희 : 오설희 역
- 유준서 : 윤지훈 역

### 태산국수공장 사람들
- 김승욱 : 정재만 역
- 이칸희 : 홍숙희 역
- 손종범 : 홍만표 역

### 천길제분공장 사람들
- 반효정 : 조금례 역[6]

### 그 외 인물
- 김경응 : 남규철 사장 역
- 양재원 : 방 사장 역
- 박유승 : 권 사장 역
- 반상윤 : 망치 역
- 김혜원 : 이경희 역
- 김석옥 : 박순옥의 어머니 역
- 박정우 : 김일주 역, 김선우의 아버지
- 김혜정 : 최정욱의 어머니 역
- 백승도 : 최정식 역
- 유연미 : 최정희 역
- 윤송이 : 최정민 역
- 조병기 : 장기영 역
- 진혜원 : 희주 역
- 김경애 : 고대봉의 어머니 역
- 박찬환 : 마상국 / 강명한 역
- 이채민 : 은숙 역
- 임병기 : 박 의원 역
- 박재웅 : 고 사장 역
- 김대국 : 정욱 친구 역
- 오기영 : 경찰 역
- 이재욱 : 공장장 역
- 권오경 : 배춘복 역
- 박용 : 김창민 비서 역
- 김가란 : 꽃님 역
- 조한슬 : 은주 역
- 민대식 : 차 기자 역
- 박정상 : 세무공무원 역
- 임재근 : 강명한의 비서 역
- 김홍수 : 황 사장 역
- 변우종 : 유재일 역
- 전여진 : 보육원 여직원 역
- 진현광 : 중앙정보부 요원 역
- 김선녀
- 김진서
- 장문석
- 옥주리
- 오상화
- 황윤걸
- 여운복
- 유금
- 하수연
- 장준현
- 박도준
- 최민금
- 김재흠
- 최다영
- 김성연
- 강철성
- 표철환
- 조찬희
- 이명호
- 고태영
- 왕태언
- 이중열
- 조문의
- 변주현
- 이윤상
- 한상우
- 주동희
- 구중림
- 김영희
- 인성호
- 나재균
- 이재식
- 이상홍
- 박승태
- 김상일
- 김준원
- 동윤석
- 백윤흠
- 조민제
- 권자영
- 차민혁
- 이슬아
- 서지현
- 송재경
- 백선주
- 김솔
- 임예은
- 한슬
- 현영임
- 황윤걸
- 신재도
- 조승연
- 주부진
- 공재원
- 전희련
- 오승찬
- 박미숙
- 김호정
- 마민희
- 최민주
- 김태영
- 최윤준
- 홍산
- 김수홍
- 정명준
- 조현건
- 송승용
- 김난영
- 오종석
- 이은주
- 동윤석
- 조민제
- 강정혁
- 이종열
- 정호
- 조현건
- 최정현
- 홍기준
- 유인석
- 이진영
- 이용인
- 유소이
- 이동희
- 송용태
- 전나연
- 김희열
- 김도형
- 이성주
- 황주호
- 강문경
- 유옥주
- 홍석연
- 임용순
- 고진명
- 박성균
- 김호
- 김기범
- 서정욱
- 정미경
- 깅명중
- 조찬희
- 김서하
- 이창원
- 백선주
- 김홍현
- 한지은
- 서병덕
- 강나영
- 박규점
- 이현
- 오상화
- 이성준
- 박통일
- 이채민
- 김주아
- 최민주
- 이정성
- 유영복
- 김연수
- 송서영
- 배기범
- 신원우
- 조용상
- 엄태옥
- 전헌태
- 김광인
- 이선영
- 오현승
- 윤재인
- 주일석
- 오유진
- 송창곤
- 김해곤
- 홍성호
- 최익준
- 윤복성
- 강은희
- 이무녕
- 이혜원
- 손선근
- 최은석
- 민준현
- 오규택
- 박상용
- 정성욱
- 김은진
- 양진선

## 같이 보기
- MBC 아침드라마 《훈장 오순남》
- SBS 아침드라마 《달콤한 원수》
- 대한민국의 텔레비전 드라마 목록 (ㄱ)
- 2017년 대한민국의 텔레비전 드라마 목록